# La Ménitré
La Ménitré är en kommun i departementet Maine-et-Loire i regionen Pays de la Loire i nordvästra Frankrike. Kommunen ligger i kantonen Beaufort-en-Vallée som tillhör arrondissementet Angers. År 2022 hade La Ménitré 2 057 invånare.

## Befolkningsutveckling
Antalet invånare i kommunen La Ménitré
| Referens: INSEE |